# Plešivka dlabaná
Plešivka dlabaná (Calvatia utriformis), někdy zvaná také pýchavka dlabaná, je jedlá a chutná houba, která patří do čeledi pýchavkovitých.

## Popis
Plodnice má v průměru do šířky 5–20 cm a je 5–15 cm vysoká. Má hruškovitý až kulovitý tvar a na středu je stlačená až uťatá, může však být i obráceně vejčitá nebo skoro válcovitá. Je drobně políčkovitě rozpukaná a je pokryta špičatými bradavkami. V mládí je bílé barvy, poté okrovatí a ve stáří dostane šedohnědou barvu a směrem k bázi řasnatí. Po opadání bradavek se celá horní část rozpadává.
Teřich je v mládí bílý a měkký. Má jemnou chuť a houbovou vůni. Časem olivově hnědne a vodnatě měkne, nakonec je suchý a hnědý. V dospělosti se rozpadá a zůstává pouze miskovitá spodní sterilní báze.
Výtrusový prach je černohnědý. Výtrusy jsou hladké, skoro kulaté, silnostěnné s jednou olejovou kapkou o velikosti 4,5–5,5 µm.

## Výskyt
Tato houba roste od června do října. Roste jednotlivě ale i ve skupinách. Najdeme ji na skalních stepích, hlavně jejich suchých travnatých místech, na sušších otevřených travnatých místech, v lesních lemech, ale i na pastvinách, dále pak akátových lesích, listnatých lesích, smíšených lesích a parcích. Upřednostňuje pahorkatiny, ale i vyšší polohy a nehnojenou půdu.

## Využití
Pokud je teřich bílý, je tato houba výborná například k přípravě na způsob řízků nebo mozečku. Vhodná je i k použití jako houbový prášek nebo do směsi. V lidovém léčitelství se používala na zastavení krvácení přímým přiložením dužniny na ránu. Pokud začíná dužnina žloutnout, není již vhodná k jídlu.

## Synonyma
- Bovista utriformis (Bull.) Fr., Syst. mycol. (Lundae) 3(1): 25 (1829)
- Calvatia caelata (Bull.) Morgan, J. Cincinnati Soc. Nat. Hist. 12: 169 (1890)
- Calvatia caelata (Bull.) Morgan, J. Cincinnati Soc. Nat. Hist. 12: 169 (1890) f. caelata
- Calvatia caelata f. exigua Hruby, Hedwigia 70: 346 (1930)
- Calvatia caelata (Bull.) Morgan, J. Cincinnati Soc. Nat. Hist. 12: 169 (1890) var. caelata
- Calvatia caelata var. hungarica (Hollós) F. Šmarda, Fl. ČSR, B-1, Gasteromycetes: 285 (1958)
- Calvatia hungarica Hollós, Mathem. Természettud. Ertes. 19: 84 (1904)
- Calvatia utriformis (Bull.) Jaap, Verh. bot. Ver. Prov. Brandenb. 59: 37 (1918)
- Handkea utriformis (Bull.) Kreisel, Nova Hedwigia 48(3-4): 288 (1989)
- Handkea utriformis var. hungarica (Hollós) Kreisel, Nova Hedwigia 48(3-4): 289 (1989)
- Handkea utriformis (Bull.) Kreisel, Nova Hedwigia 48(3-4): 288 (1989) var. utriformis
- Lycoperdon bovista Pers., Observ. mycol. (Lipsiae) 1: 4 (1796)
- Lycoperdon bovista L., Sp. pl. 2: 1183 (1753) var. bovista
- Lycoperdon bovista var. echinatum (Schaeff.) Huds., Fl. Angl., Edn 2 2: 642 (1778)
- Lycoperdon bovista var. echinatum Lightf., Fl. Scot. 2: 1067 (1777)
- Lycoperdon bovista var. glabrum Lightf., Fl. Scot. 2: 1067 (1777)
- Lycoperdon bovista var. granulatum Lightf., Fl. Scot. 2: 1067 (1777)
- Lycoperdon bovista var. hispidum Leers, Fl. herborn., Edn 2: 285 (no 1114) (1789)
- Lycoperdon bovista var. laeve Leers, Fl. herborn., Edn 2: 285 (no 1114) (1789)
- Lycoperdon bovista var. laeve Bull., Hist. Champ. Fr. (Paris) 1: 154 (1791)
- Lycoperdon bovista var. maculatum Lightf., Fl. Scot. 2: 1067 (1777)
- Lycoperdon bovista var. vulgare Huds., Fl. Angl., Edn 2 2: 642 (1778)
- Lycoperdon caelatum Bull., Herb. Fr. 9: tab. 430 (1789)
- Lycoperdon cepiforme var. hungaricum (Hollós) Rick, in Rambo (Ed.), Iheringia, Sér. Bot. 9: 464 (1961)
- Lycoperdon echinatum Schaeff., Fung. bavar. palat. nasc. (Ratisbonae) 4: 128, tab. 186 (1774)
- Lycoperdon sinclairii Berk. [as 'Sinclairi'], in Massee, J. Roy. Microscop. Soc.: 716 (1887)
- Lycoperdon utriforme var. hungaricum (Hollós) Jalink, N. Amer. Fung. 5(5): 176 (2010)
- Lycoperdon utriforme Bull., Hist. Champ. Fr. (Paris): 153 (1791) var. utriforme
- Utraria caelata (Bull.) Quél., Mém. Soc. Émul. Montbéliard, Sér. 2 5: 369 (1873)
- Utraria utriformis (Bull.) Quél., Mém. Soc. Émul. Montbéliard, Sér. 2 5: 369 (1873) [1]

## Záměna
- pýchavka obrovská (Langermannia gigantea), která má také kulovitý tvar ale dosahuje průměru až 50 cm a není rozdělená v teřich a nohu
- pýchavka palicovitá (Lycoperdon excipuliforme), u které lze zaměnit pouze velké exempláře

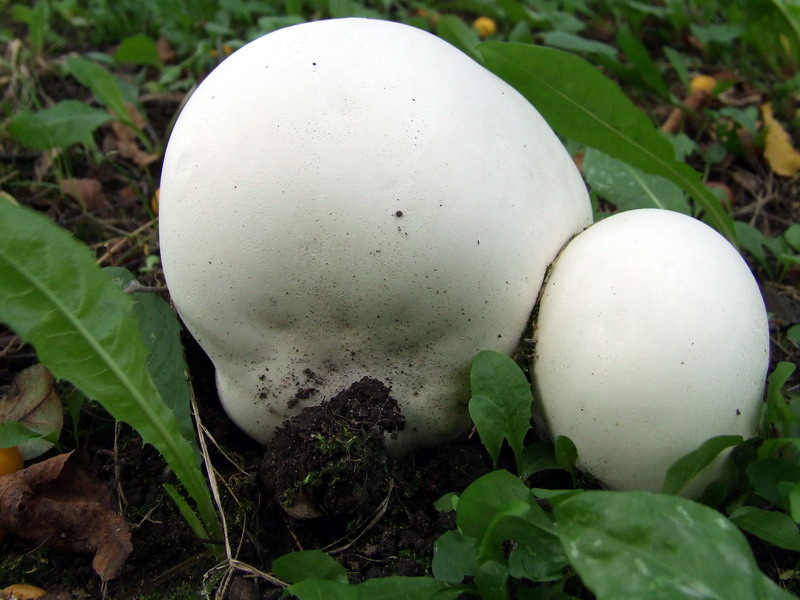
pýchavka obrovská

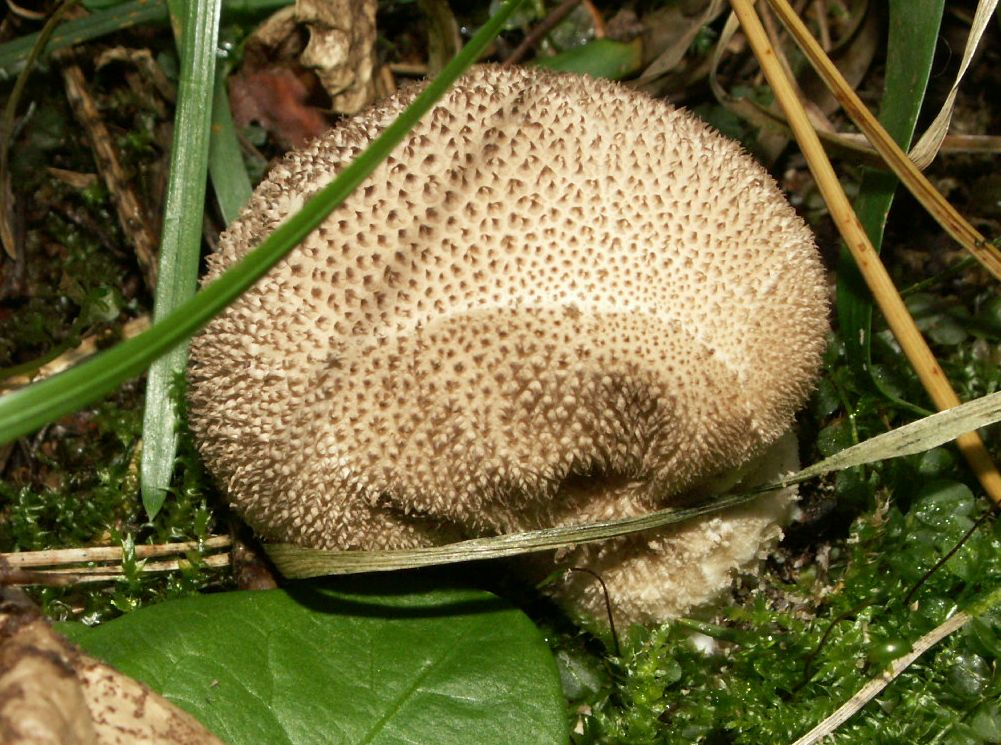
pýchavka palicovitá